# Strategische stem
Een strategische stem is een stem die niet uit ideologische motieven maar op basis van strategische overwegingen wordt uitgebracht. 

## De oprechte en de strategische stem
Vaak komt een strategische stem voor in landen met een parlementair regeringssysteem waar na de verkiezingen een regering dient te worden gevormd. Karlheinz Reif maakt een onderscheid tussen het oprecht stemmen en het strategisch stemmen ('voting with the heart' en 'voting with the head'). Bij de oprechte stem stemt de kiezer op de partij waar hij eigenlijk op zou willen stemmen omdat hij daar het meeste affiniteit mee heeft, bij de strategische stem wijkt hij hier vanaf. Voor de strategische keuze zijn diverse redenen.
De bekendste reden is dat de kiezer strategisch stemt om invloed uit te kunnen oefenen op de coalitieonderhandelingen. Stemmers die een wat radicalere politieke voorkeur hebben kunnen centrumrechts of centrumlinks gaan stemmen om een door hen gewenste coalitie te versterken, omdat zij ervan uitgaan dat hun eigen partij niet in de coalitie terecht zal komen.
Een historisch voorbeeld van strategisch stemgedrag door een deel van het Nederlands electoraat tonen de Tweede Kamerverkiezingen van 1977. Hierbij boekte de PvdA zetelwinst ten koste van CPN, PSP en PPR doordat een deel van de aanhang van deze kleinere linkse partijen na de val van het Kabinet Den Uyl de voorkeur gaf aan een sterkere positie van de PvdA in de onderhandelingen met het CDA in de (overigens vergeefs gebleken) overweging wederom een progressief kabinet te kunnen formeren.

## Kiessysteem
Het kiessysteem, of kiesstelsel heeft invloed op het stemgedrag van de kiezer. Zo bevorderen sommige kiesstelsels strategisch stemgedrag. Een meerderheidsstelsel ('single member district plurality'), zoals bij de parlementsverkiezingen in het Verenigd Koninkrijk, zal strategisch stemgedrag aanmoedigen. Een systeem met meerdere rondes, zoals bij de parlementsverkiezingen in Frankrijk, zal het aantal strategische stemmers afnemen in de tweede ronde. In de eerste ronde wordt namelijk bepaald welke partijen in de tweede ronde tegen elkaar zullen strijden. De kiezer hoeft dan meestal in de tweede ronde niet opnieuw een strategische stem uit te brengen.